# 榜头镇
榜头镇是中国福建省莆田市仙游县下辖的一个镇。旧名坂头，后雅化为“榜头”。该镇位于东经118°40'至118°51'，北纬25°23'至25°30'之间，地处仙游县东北部，是仙游的第一人口大镇、经济重镇、历史名镇，“中国古典工艺家具之都”的主要产销基地。
榜头镇风光旖旎、人杰地灵。东有“九鲤飞瀑”、“天马名山”，乃是仙游著名胜景，名闻又遐迩，游人比如织；西有子古城，相传是古代雄关之重地，优美的传说，充满了神奇；塔山踞于北，重峦叠嶂，郁郁葱葱；木兰溪河、仙河水溪蜿蜒流淌，两岸水平畴，榜头镇在仙游县社会经济发展中占有重要地位。自古以来就是仙游县的人口大镇和历史名镇，榜头是交通要镇、项目重镇、产业富镇、民生强镇，福建小城市培育试点，并将建成仙游东部新城。

## 产业
工艺美术产业是榜头镇的特色产业，榜头镇已形成六雕（即木雕、竹雕、石雕、铜雕、骨雕、仿玉雕）、六编（即竹编、草编、藤编、艺编、塑编、棕编）三千多种系列产品。木雕、古典工艺家具产业迅猛发展，产品畅销世界各地，榜头镇现有各类工艺企业1400多家，从业人员逾5万，成为区域经济的一大亮点和极具发展潜力的特色产业。开发建设中的坝下工艺生产集中区、宝泉工艺产业园和十里工艺长廊,正在发挥强劲的产业集聚功能,已初步形成了“以坝下工艺城为中心，仙榜路，濑榜路为走廊”的网状古典工艺集中区，进一步突显了榜头镇作为“中国古典工艺家具之都”核心区的地位和带动效应。榜头镇溪尾村二十多家个私企业与亚欧美四十多家客商签订了“六编”工艺品供货合同，成交额共近2000万元。素以竹编、藤编、芒编、草编、塑编、棕编“六编”工艺品闻名海内外的溪尾村，不断更新工艺品种，挖掘技艺潜力，深受海外客商青睐为发展“订单企业”，榜头镇工商部门挂钩帮扶溪尾专业村发展“六编”企业。工商人员经常深入企业，传科技，送信息，帮技改，使该村“六编”工艺品源源不断漂洋过海，让越来越多的村民过上小康生活，产生了良好的规模效应。

## 地理
东、西、北三面环山，海拔500米以上的山峰18座；南部为丘陵，中部为富饶的东乡小平原，平均海拔45米。全镇总面积138平方公里，其中山地面积11万多亩，耕地3.7万多亩，户籍人口15.1万人。有术兰溪流经镇境南部，仙水溪贯穿镇内西北部帮东部。两溪汇合予本镇南部；土地肥沃，气候温和，日照充足。年平均气温20℃，年降水量17.00毫米左右，全年无霜期354天，自然条件优越。

## 旅游资源
天马山是仙游四大景之一，在仙游县榜头镇上昆村境内的木兰溪北畔。天马山位于仙游县城东面15公里的榜头镇境内，海拔655米。因山势巍峨雄峻、壁立千仞、直插霄汉，似天马行空，故名。有天马、鳌柱、双兔、海日、天梯等五峰，峰峰苍翠欲滴，宛如翠屏，风光绮丽，绵延十余里。山下有一潭名叫鼎湖，象一颗蓝幽幽的宝石嵌在山间。湖的一侧，有石宝、龙首、双兔、峭壁四峰；湖的另一侧，有一条登山小径，穿崖绕壁，蜿蜒而上，通往百米高的“天梯”。湖上方有七祭瀑布：鼎湖、丹宝、龙首、药槽、云门、天津、松关，各具特色。创建于明万历十二年的天马寺，就坐落在青山环抱之中。天马山有五峰七漈。五峰分别是天马、龟柱、双兔、天梯和海日峰。七漈分别是鼎湖、丹室、龙首、药槽、天门、天津和松关漈，还有聚仙桥、小玉桥、水云乡、童子岩、观音冈、笔架山和蝙蝠洞等。景致天成，各具风姿。鼎湖，由峭壁上一道飞流倾注而成。湖的一侧，有丹室、龙首、双兔、峭壁等4景。另一侧是崎岖小径，蜿蜒上伸，这就是“天梯”。登上天梯，就到凌空飞架的聚仙桥。天马寺就坐落在桥上不远的青松翠竹丛中。寺的西侧，有一深潭，潭傍峭壁，临空上有清泉奔泻，经多次跌宕而坠人潭中。这就是天津漈和水云乡。天津漈上有一峰突起，险峻逼人，黎明时站在山顶上，能观看到壮丽的日出奇景，这就是海日峰。
天马寺创建于明万历十二年(1584)，系榜头云庄王剑洲所创建。继王剑洲主持天马寺的是其孙良忠和尚。经多次扩建，天马寺遂逐渐闻名。天马寺院在“文化大革命”中遭到破坏，只剩原寺上殿一座。“文化大革命”后，下殿已经修复。上殿正中有“秘诀延年”悬匾，是清代仙游县令杨卓廉手迹。另有一对楹联“人天出天游行自在，是马非马色相皆空”，系清光绪年间(1875—1908)刘锦龙撰写，至今仍保存完整。殿上还有古香炉1座。这三件文物被视为天马镇寺之宝。
1971年，天马水库建成，湖光山色，交映生辉，又给天马山增添一处新景。1979年天马水电站建成后，入夜灯光点点，天马名山的景色，就越发瑰丽动人了。1980年，天马山胜景，已列为仙游县级文物保护单位。

## 行政区划
榜头镇下辖以下地区：
赤荷社区、莲墘社区、上墘社区、东桥社区、下明社区、望厝村、光埔村、泉山村、龙腾村、灵山村、南溪村、梧店村、后坑村、桃源村、芹山村、后南溪村、坝下村、紫泽村、溪东村、下昆村、上昆村、紫洋村、溪尾村、昆仑村、云庄村、后庄村、象塘村、后堡村、官舍村、何麓村、岭下村、东宫村、新郑村、仙水村、后坂村、度顶村、象洋村、象山村和洋山村。